# Jacobus Roelof
Jacobus Roelof (Oedelem, 9 mei 1797 - Assebroek 7 januari 1833) was burgemeester van de gemeente Assebroek in België, van 1830 tot 1833.

## Levensloop
Roelof, hoefsmid en herbergier, was een zoon van Cornelis Roelof en Johanna Daele. Hij was getrouwd met de elf jaar oudere Isabella Verschelde (1784-1857), dochter van Laurentius Verschelde en Johanna Roedts.
Op 23 oktober 1830 organiseerde Roelof in zijn herberg een politieke meeting. De enkele tientallen aanwezigen verkozen een gemeenteraad, met Roelof als burgemeester. De zetelende burgemeester Dominique Busschaert stuurde onmiddellijk een brief naar het provinciebestuur met klacht over wat hij als een revolutionaire en onwettelijke daad veroordeelde. Dit bleef zonder gevolg. Op 11 november vonden de officiële verkiezingen plaats en de uitslag was dezelfde als die van de voorverkiezing die gehouden was in het café van Roelof. Vier dagen later al was de uitslag goedgekeurd door de provinciale vertegenwoordiger van het Voorlopig Bewind en Roelof werd feestelijk geïnstalleerd. Hij kreeg jeneverstoker Frans Van Mullem en landbouwer François Versluys als zijn schepenen.
Op diezelfde 15 november 1830 ondertekende Roelof zijn eerste akten als burgemeester. Hij was pas zevenendertig toen hij een paar jaar later verdween. Hij ondertekende voor het laatst een akte op 25 november 1832. Zes weken later was hij dood. Zijn adjunct Van Mullem was op 25 augustus 1832 overleden. 
Het was duidelijk moeilijk om een opvolger te vinden want de functie bleef bijna vier jaar vacant.  Schepen François Versluys werd waarnemend burgemeester en het duurde tot in 1836 alvorens hij werd benoemd.
In juni 1970 besliste de gemeenteraad, enkele maanden vooraleer Assebroek als zelfstandige gemeente ophield te bestaan, aan Roelof, zoals aan de andere vroegere burgemeesters, een straatnaam toe te kennen.